# Tiro ai Giochi della IV Olimpiade - Carabina piccola a squadre
La competizione della carabina piccola a squadre  di Tiro ai Giochi della IV Olimpiade si tenne il 11 luglio 1908 al Bisley Rifle Range nella contea di Surrey. 

## Risultati
| Pos.    | Nazioni     | Atleti                | Punti    | Punti     | Punti       | Punti  |
| Pos.    | Nazioni     | Atleti                | 50 iarde | 100 iarde | Tot. Indiv. | Totali |
| ------- | ----------- | --------------------- | -------- | --------- | ----------- | ------ |
| Oro     | Regno Unito | Maurice Matthews      | 98       | 98        | 196         | 771    |
| Oro     | Regno Unito | Harry Humby           | 97       | 97        | 194         | 771    |
| Oro     | Regno Unito | William Pimm          | 99       | 93        | 192         | 771    |
| Oro     | Regno Unito | Edward Amoore         | 93       | 96        | 189         | 771    |
| Argento | Svezia      | Vilhelm Carlberg      | 95       | 92        | 187         | 737    |
| Argento | Svezia      | Frans-Albert Schartau | 96       | 90        | 186         | 737    |
| Argento | Svezia      | Hübner von Holst      | 94       | 90        | 184         | 737    |
| Argento | Svezia      | Eric Carlberg         | 88       | 92        | 180         | 737    |
| Bronzo  | Francia     | Paul Colas            | 96       | 93        | 189         | 710    |
| Bronzo  | Francia     | André Regaud          | 91       | 95        | 186         | 710    |
| Bronzo  | Francia     | Léon Lécuyer          | 85       | 84        | 169         | 710    |
| Bronzo  | Francia     | Henri Bonnefoy        | 87       | 79        | 166         | 710    |